# Warley Santana
Warley Santana (São Paulo, 11 de maio de 1977) é um ator, apresentador, humorista, ventríloquo e repórter brasileiro.

## Biografia e carreira
Em 2008, integrou o elenco do CQC, sendo o assessor de imagem no polêmico quadro Em Foco. Nesse quadro, Warley se apresentava como um especialista em marketing e entrevistava políticos e celebridades. Durante as entrevistas, ele dava dicas e conselhos influenciando as respostas, porém a câmera não era desligada e esses momentos de bastidores iam ao ar na edição do programa, expondo o quanto eram influenciáveis os entrevistados.
Em 2010, teve sua primeira experiência profissional com bonecos manipulando a Formiga Jura no programa de televisão O Formigueiro, da Band.
Entre 2014 e 2015, participou do programa Muito Show, da RedeTV!, como o Repórter Maluco.
Em 2016, participou do seriado Cabe Mais Um, do Canal Sony.
Em 2017, foi contratado pela TV Cultura para apresentar o programa Tá Certo?.
Em 2018, Warley fez uma participação especial no seriado Dra. Darci, do Multishow, interpretando o personagem Antenor.

## Teatro e ventriloquia
Warley Santana atua como ventríloquo na peça de teatro Bonecomédia, que combina ventriloquia e stand-up comedy.
Em 2016, o Bonecomédia ficou em cartaz no teatro Folha.
Warley foi aos Estados Unidos para participar da convenção internacional de ventríloquos Vent Haven, em Cincinnati, no estado americano de Ohio. Em 2016, após o evento, encontrou na rua o baterista Sean Kinney, e foi convidado por ele para abrir um show para a banda Alice in Chains com um número de ventriloquia.
Warley integrou o elenco da peça infantil O Livro de Tatiana, dirigida por Bruno Garcia.
Warley também se apresentou com seus bonecos no Japão em 2016, se apresentando para crianças de escolas brasileiras em território nipônico
O Bonecomédia está fortemente presente na mídia, tanto em jornais e revistas, quanto em diversos programas de TV, como Altas Horas, Fantástico, Mais Você (Rede Globo), A Pergunta Que Não Quer Calar (Multishow), Domingo Espetacular (RecordTV), Todo Seu (TV Gazeta), Superpop (RedeTV!), Programa do Ratinho, The Noite com Danilo Gentili (SBT) e outros. Grandes empresas contam com o trabalho de Warley Santana como mestre de cerimônias e com seus shows. Ele foi o apresentador do primeiro réveillon do Parque do Ibirapuera, em São Paulo, com mais de 40 mil pessoas, foi MC da CCE na Campus Party, Cacau Show, Centauro e diversas outras empresas.

## Filmografia

### Televisão
| Ano         | Trabalho                | Emissora          | Nota                         |
| ----------- | ----------------------- | ----------------- | ---------------------------- |
| 2008        | Custe o Que Custar      | Rede Bandeirantes | Assessor de Imagem (Em Foco) |
| 2010        | O Formigueiro           | Rede Bandeirantes | Formiga Jura                 |
| 2014 - 2015 | Muito Show              | RedeTV!           | Repórter Maluco              |
| 2014        | Desencontros            | Canal Sony        |                              |
| 2014        | Politicamente Incorreto | FX Brasil         |                              |
| 2016        | Cabe Mais Um            | Canal Sony        |                              |
| 2016        | Chamado Central         | Multishow         |                              |
| 2017        | Tá Certo?               | TV Cultura        | Apresentador                 |
| 2018        | Dra. Darci              | Multishow         | Antenor                      |
| 2024        | Chega Mais              | SBT               | Repórter e colunista         |

### Filmes
| Ano  | Título                     | Nota(s)        |
| ---- | -------------------------- | -------------- |
| 2008 | Rinha                      | Longa Metragem |
| 2009 | Reportagem de Capa         | Longa Metragem |
| 2011 | O Filme dos Espíritos      | Longa Metragem |
| 2015 | Ruas Erradas               | Longa Metragem |
| 2015 | Snuff Said: Morte em Video | Curta Metragem |
| 2019 | Marighella                 |                |